# Bueno (Goiânia)
Bueno é um bairro da região sul de Goiânia. Segundo dados do censo do IBGE em 2010, é o segundo mais populoso do município, contando uma aglomeração de cerca de quase quarenta mil pessoas.
É um dos bairros mais nobres de Goiânia e possui grande influência comercial na cidade. Em sua área encontram-se algumas das mais importantes avenidas, como a Avenida T-63, Avenida T-4, Avenida T-9 (que liga o bairro ao Jardim América) e a Avenida 85 que liga vários bairros da região Sul à Praça Cívica, no Centro da capital. Um dos cartões-postais de Goiânia é o Viaduto João Alves de Queiroz, localizado na Avenida 85. Possui a maior parte dos maiores colégios particulares da cidade, como os colégios Simbios, WR, Visão, Millenium Classe, Educandário Goiás, Olimpo, Dinâmico, Protágoras, Ávila, Centro Educacional Omni, Interamérica, Átrio, Córtex e Arena Ensino Médio.
É um bairro que está em franca expansão imobiliária. Seu plano diretor permite a construção de prédios que ultrapassam 30 andares e fortaleceu o investimento na região. Atualmente, ao considerar todos os empreendimentos residenciais em construção, o bairro concentra cerca de 20% de todos apartamentos à venda em Goiânia.